# Jason Bateman
Jason Kent Bateman (Rye, Nova Iorque, 14 de janeiro de 1969) é um ator, diretor e produtor estadunidense. Bateman iniciou a sua carreira quando ainda era criança em séries como Little House on the Prairie, Silver Spoons e The Hogan Family. Depois de protagonizar o filme Teen Wolf Too, um fracasso com a crítica e o público, Jason teve dificuldades em conseguir trabalho em projetos relevantes durante mais de uma década até ser escolhido para o papel de Michael Bluth na série Arrested Development em 2003. Este papel valeu-lhe um Globo de Ouro em 2005.
Após o cancelamento de Arrested Development, Jason tornou-se conhecido por papéis em filmes de comédia como The Switch, Horrible Bosses, The Change-Up e Identity Thief, mas também por papéis mais dramáticos em filmes independentes como Juno, Up in the Air e The Gift.
De 2017 até 2022 foi o protagonista, realizador e diretor de vários episódios de Ozark da Netflix, série pela qual venceu vários prémios, incluindo o Emmy de Melhor Direção de uma Série Dramática, um Screen Actrs Guild Award de Melhor Ator em Série Dramática e duas nomeações para os Globos de Ouro na categoria de Melhor Ator em Série Dramática, entre outros.

## Biografia

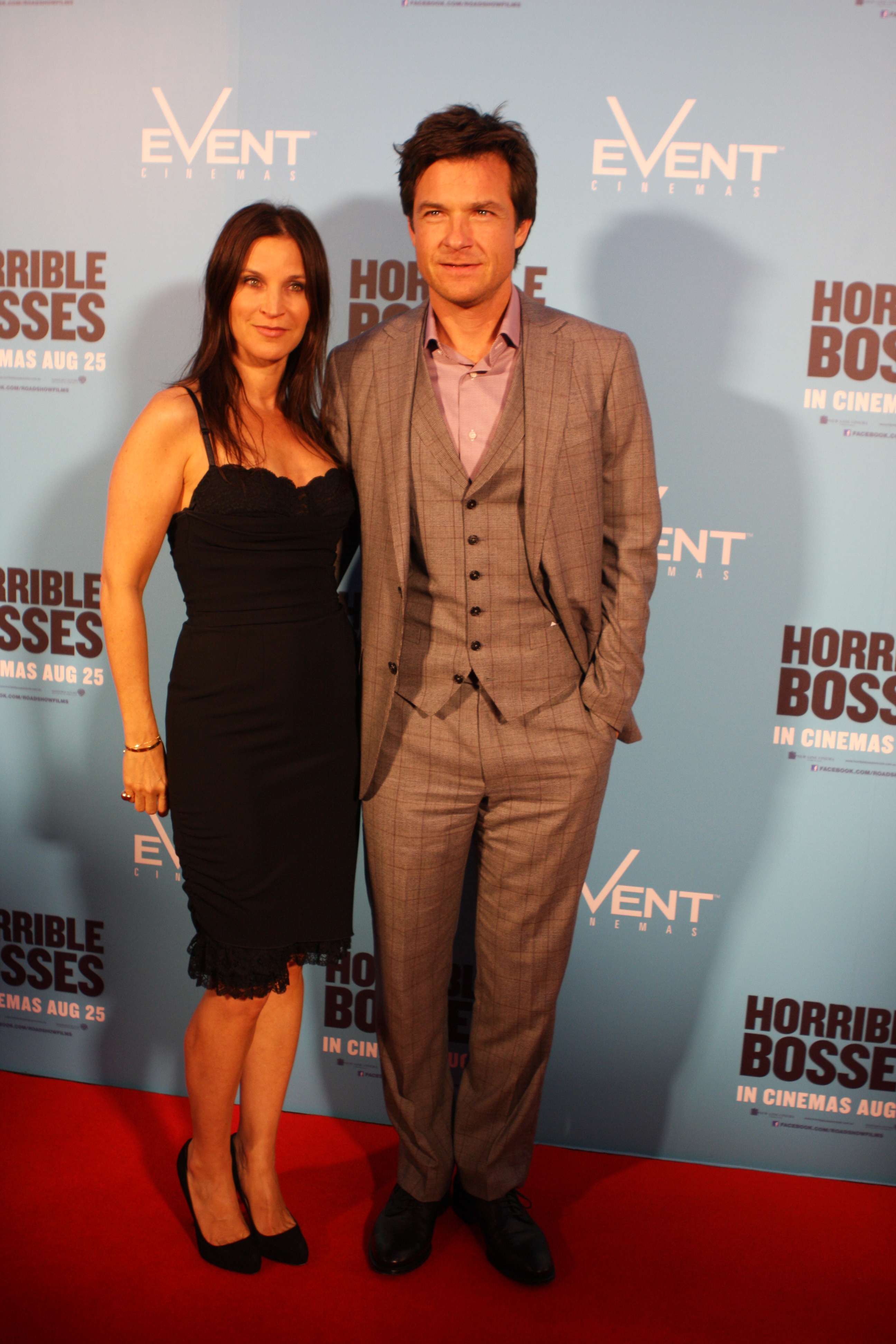
Bateman com sua esposa, Amanda Anka.

Jason Bateman nasceu em Rye, Nova Iorque. A sua mãe, Victoria, é britânica e trabalhou como aeromoça da PanAm, e o seu pai, Kent Bruce Bateman, foi ator, diretor e roteirista de cinema e televisão e fundador de um teatro de repertório em Hollywood. Sua irmã mais velha é a atriz Justine Bateman, do seriado Family Ties. Jason tem ainda três meios-irmãos fruto de dois casamentos do seu pai.
Quando Jason tinha quatro anos, mudou-se com a família para Salt Lake City no Utah e, mais tarde, para a Califórnia. Jason admitiu em várias entrevistas que ele e a irmã ajudaram os pais financeiramente durante a infância e adolescência com o dinheiro que recebiam dos seus trabalhos de representação e o seu pai foi o seu agente até ter 20 anos.
Jason passou uma grande parte da década de 1990 em festas de Hollywood e admitiu consumir grandes quantidades de álcool e droga: "Tinha trabalhado tanto que, quando cheguei aos 20 anos, quis divertir-me muito. E fiz isso muito bem".
Ele afirma que o seu casamento e a série Arrested Development o ajudaram a ficar sóbrio sem precisar de reabilitação e que já não bebe ou fuma há mais de uma década.
Jason é casado com Amanda Anka, filha do cantor Paul Anka, desde 2001. Os dois conheceram-se quando tinham 18 anos e começaram a namorar em 1998. O casal tem duas filhas: Francesca Nora (n. 28 de outubro de 2006) e Maple Sylvie (n. 16 de fevereiro de 2012). Em 2005, Bateman foi operado à garganta para remover um pólipo benigno.

## Carreira

### Representação
Jason iniciou a carreira com 10 anos de idade em anúncios televisivos. Em 1980 conseguiu o seu primeiro papel de maior destaque na série Little House on the Prairie, onde interpretou James Cooper, um órfão que é adotado pela família Ingalls, durante uma temporada. Entre 1982 e 1984, interpretou o papel secundário de Derek Taylor na sitcom Silver Spoons. Nesta altura participou ainda no episódio "Lost Knight" da série Knight Rider.
Em 1984, graças à popularidade da sua personagem em Silver Spoons, os produtores da série ofereceram-lhe o papel de protagonista da sitcom It's Your Move, no entanto, o programa foi cancelado após uma temporada.

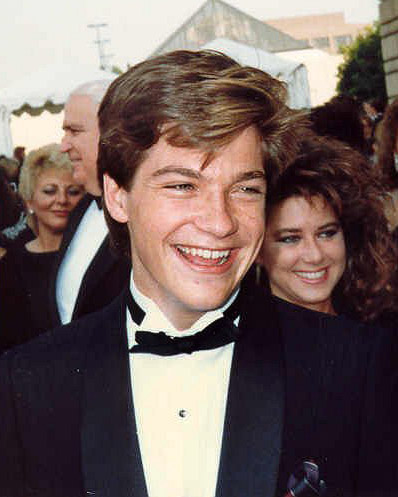
Jason Bateman em 1987.

Em meados da década de 1980, Bateman tornou-se num ídolo adolescente graças ao seu papel de David Hogan na sitcom The Hogan Family.
Em 1987, Jason protagonizou o seu primeiro filme: Teen Wolf Too, a continuação de Teen Wolf. O filme foi um fracasso de bilheteira e com a crítica e prejudicou a carreira de Jason na década seguinte. Jason já admitiu que este foi o pior filme da sua carreira.
Durante os anos 1990, Jason trabalhou maioritariamente na televisão. Em 1994 contracenou com Katharine Hepburn e Anthony Quinn no telefilme This Can't Be Love, baseado em parte na vida da atriz. Nos anos seguintes, Bateman participou em quatro séries que não passaram da primeira temporada: Simon, Chicago Sons, George & Leo e Some of my Best Friends.
No início dos anos 2000, Bateman começou a regressar gradualmente ao cinema com papéis secundários em filmes como Love Stinks, Sol Goode e The Sweetest Thing, onde interpretou o papel de Roger Donahue, o irmão atrevido da personagem de Thomas Jane.
Em 2003, Bateman foi escolhido para interpretar o papel de Michael Bluth na série de comédia Arrested Development. Apesar de ter recebido críticas bastante positivas, a série nunca conseguiu ter grandes audiências e acabou por ser cancelada em fevereiro de 2006. Apesar disso, tornou-se numa série de culto e Jason conquistou vários prémios com o seu papel, incluindo um Globo de Ouro de Melhor Ator numa Série de Comédia ou Musical em 2005 e duas nomeações para os Emmy's. O serviço de streaming Netflix reavivou a série em 2013.
Enquanto a série ainda estava a ser transmitida, Bateman teve pequenos papéis nos filmes de comédia Dodgeball, onde interpretou o comentador desportivo Pepper Brooks, Starsky & Hutch, no papel de Kevin, o braço direito da personagem de Vince Vaughn e The Break-Up no papel de um dos amigos do casal interpretado por Vince Vaughn e Jennifer Aniston.

Jason afirma que o seu papel em Arrested Development foi decisivo para lhe ressuscitar a carreira e que, apesar das más audiências, a série foi vista por pessoas influentes de Hollywood que começaram a oferecer-lhe projetos. A série influenciou também o tipo de papéis que Bateman viria a representar na maioria dos filmes de comédia que o tornaram famoso: o homem sensato que reage de forma passiva à loucura das restantes personagens. No entanto, Bateman afirma que o "type-casting" não o incomoda demasiado:
As pessoas perguntam-me porque quero interpretar o homem sensato. Bem, é porque ele participa em todas as cenas. O mau da fita costuma dar sabor ao filme e isso também é divertido, mas se eu participar em todas as cenas, como ator, contribuo em muito para a gestão do tom do filme ou da série. Se interpretar uma personagem secundária, não posso controlar muito a qualidade do filme.

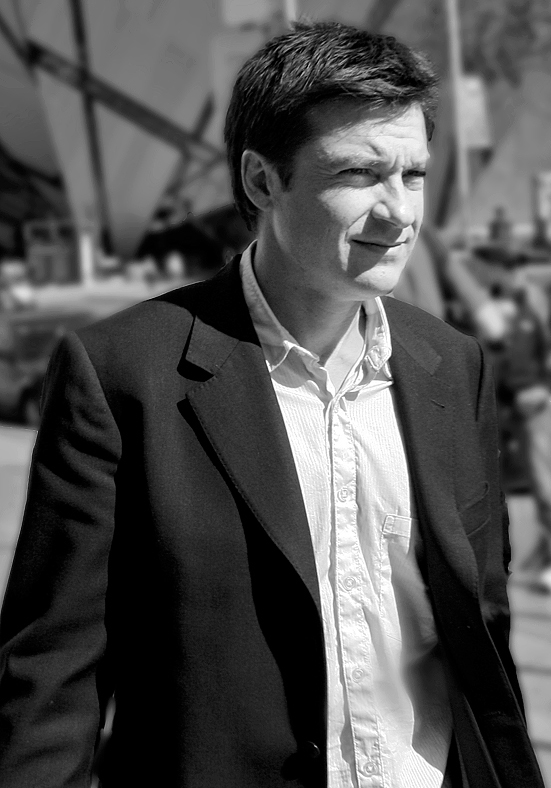
Bateman na edição de 2007 do Festival Internacional de Cinema de Toronto.

Nos anos que se seguiram ao cancelamento de Arrested Development, Jason participou sobretudo em filmes independentes com papéis secundários. Em 2006, interpretou Rip Reed, um advogado corrupto e drogado no filme Smokin' Aces do realizador Joe Carnahan. Em 2007, participou em Juno do realizador Jason Reitman, onde interpretou Mark Loring, um dos elementos do casal que quer adotar o bebé de Juno e que acaba por criar uma laço com ela que acaba com o seu casamento. O filme foi um sucesso de bilheteira e bastante elogiado pela crítica e foi nomeado para o Óscar de Melhor Filme em 2008. Bateman voltou a trabalhar com Jason Reitman em 2009 no filme Up in the Air (que foi nomeado para o Óscar de Melhor Filme em 2010) onde contracenou com George Clooney.
Em 2008, participou no filme Hancock (com Will Smith e Charlize Theron) onde interpretou Ray Embrey, um relações públicas cuja vida é salva por Hancock e que, como recompensa ao herói, oferece os seus serviços para tentar melhorar a sua imagem com o público. Apesar das críticas mistas, Hancock foi um sucesso de bilheteira, arrecadando mais de 600 milhões de dólares. No ano seguinte, Jason foi convidado a participar na comédia Couples Retreat, escrita por Vince Vaughn e Jon Favreau. A sua personagem foi escrita com ele em mente e tem o seu nome.
Em 2010 protagonizou, com Jennifer Aniston, a comédia romântica The Switch. Bateman interpreta Wally, o melhor amigo da personagem de Aniston que, depois de beber demasiado, destrói a amostra de esperma que ela ia utilizar para fazer inseminação artificial e acaba por a substituir com o seu esperma.
Em 2011, protagonizou duas das comédias de maior sucesso desse ano: The Change-Up e Horrible Bosses. No primeiro interpreta Dave Lockwood, um advogado e pai de três filhos que, depois de uma noite de bebedeira, deseja trocar de vida com o melhor amigo, um playboy solteiro e sem responsabilidades (interpretado por Ryan Reynolds) enquanto os dois urinam numa fonte mágica. O seu desejo acaba por tornar-se realidade e os dois trocam de corpo. Em Horrible Bosses, interpreta o papel de Nick, um de três amigos que decidem matar os seus patrões depois de serem humilhados no trabalho. Jason retomou este papel em 2014 em Horrible Bosses 2.
Em 2012, foi um dos protagonistas de Disconnect, um filme que explora as relações das pessoas num mundo dominado pela internet. Bateman interpreta o papel de Rich Boyd, um advogado cujo filho tenta suicidar-se por ser vítima de bullying virtual.
Em 2013, protagonizou, com Melissa McCarthy, a comédia Identity Thief. Apesar de ter recebido críticas bastante negativas, o filme foi um dos grandes sucessos da carreira de Bateman com uma receita global de 173 milhões de dólares. Nesse ano, Jason participou no videoclip da música "Hopeless Wanderer" da banda Mumford & Sons.
Em 2015, interpretou o papel de Judd Altman, um de quatro filhos que se reunem para cumprir o ritual judeu do Shiva depois da morte do pai na comédia dramática This is Where I Leave You. No mesmo ano, protagonizou o thriller The Gift, a estreia na realização de Joel Edgerton e onde contracena com Rebecca Hall. No filme, Bateman interpreta  Simon, um homem que tem uma vida de sonho que acaba por ser abalada quando se encontra com um colega do liceu que humilhou.
Em 2016, fez a voz da raposa Nick Wilde no filme de animação da Disney, Zootopia. No mesmo ano protagonizou a comédia Office Christmas Party com Jennifer Aniston e Kate McKinnon.
Em 2017 Jason regressou à Netflix com a série Ozark, um drama sobre o mundo da lavagem de dinheiro proveniente do tráfico de droga. Para além de protagonizar a série, Jason realizou 10 episódios e é também produtor executivo. Laura Linney também participa na série e interpreta o papel de mulher da personagem de Bateman.
Em 2020, foi um dos protagonistas da série The Outsider no papel de Terry Maitland. A série foi transmitida pela HBO e recebeu críticas bastante positivas e valeu-lhe uma nomeação para os Emmy's na categoria de  Melhor Ator Convidado numa Série Dramática.

### Realização e produção
Enquanto trabalhava em The Hogan Family, Bateman tornou-se no realizador mais jovem de sempre do Director's Guild of America ao realizar três episódios da série com apenas 18 anos. Ao longo da década de 1990, Jason realizou episódios de séries como Family Matters, Brother's Keeper, Two of a Kind e For Your Love.
Em 2004 realizou o episódio "Afernoon Delight" da segunda temporada da série Arrested Development.
Em 2013 fez a sua estreia como realizador de cinema com o filme Bad Words, uma comédia negra sobre um homem adulto que participa num concurso de soletração para crianças. Em 2016, estreou o seu segundo filme como realizador, The Family Fang, uma adaptação do romance homónimo de Kevin Wilson. O filme é protagonizado por Bateman, Nicole Kidman e Christopher Walken. Ambos os filmes estrearam no Festival Internacional de Cinema de Toronto.
Em 2010, Jason e Will Arnett criaram a companhia de produção DumbDumb Productions que produz maioritariamente conteúdos digitais. Jason também criou a companhia de produção Aggregate Films.
Em 2023 foi anunciado que Jason Bateman iria dirigir The Pinkerton para a Warner Bros. Pinkerton é baseado na agência de detetives da vida real e na segurança privada da década de 1850.

## Filmografia

### Cinema
| Ano  | Filme                            | Papel                      | Título em português e obs.                                             |  |
| ---- | -------------------------------- | -------------------------- | ---------------------------------------------------------------------- |  |
| 1987 | Teen Wolf Too                    | Todd Howard                | br: O Garoto do Futuro II pt: Lobijovem 2                              |  |
| 1991 | Necessary Roughness              | Jarvis Edison              | br: Tirando o Time de Campo                                            |  |
| 1992 | Breaking the Rules               | Phil Stepler               | br: Quebrando as Regras                                                |  |
| 1999 | Love Stinks                      | Jesse Travis               | br: Parece, Mas não É                                                  |  |
| 2001 | Sol Goode                        | Spider                     | br: Sol Goode e o Amor                                                 |  |
| 2002 | The Sweetest Thing               | Roger Donahue              | br: Tudo pra Ficar com Ele pt: A Coisa Mais Doce                       |  |
| 2002 | One Way Out                      | John Farrow                | Lançado em vídeo                                                       |  |
| 2004 | Starsky and Hutch                | Kevin                      | br: Starsky & Hurch - Justiça em Dobro pt: Starsky & Hurch             |  |
| 2004 | Dodgeball: A True Underdog Story | Pepper Brooks              | br: Com a Bola Toda pt: Uma Questão...de Bolas                         |  |
| 2006 | The Break-Up                     | Riggleman                  | br: Separados pelo Casamento pt: Separados de Fresco                   |  |
| 2007 | The Ex                           | Chip Sanders               | br: O Ex-Namorado da Minha Mulher pt: O Ex                             |  |
| 2007 | Arthur et les Minimoys           | Darkos                     | br: Arthur e os Minimoys pt: Artur e os Minimeus Voz                   |  |
| 2007 | Smokin' Aces                     | Rupert 'Rip' Reed          | br: A Última Cartada pt: Um Trunfo na Manga                            |  |
| 2007 | The Kingdom                      | Adam Leavitt               | br/pt: O Reino                                                         |  |
| 2007 | Juno                             | Mark Loring                | br/pt: Juno                                                            |  |
| 2007 | Mr. Magorium's Wonder Emporium   | Henry Weston, o Mutante    | br: A Loja Mágica de Brinquedos pt: O Maravilhoso Mundo dos Brinquedos |  |
| 2008 | The Promotion                    | Instrutor do acampamento   | pt: A Promoção                                                         |  |
| 2008 | Forgetting Sarah Marshall        | Animal Instincts Detective | br: Ressaca de Amor pt: Um Belo Par...de Patins                        |  |
| 2008 | Hancock                          | Ray Embrey                 | br/pt: Hancock                                                         |  |
| 2009 | State of Play                    | Dominic Foy                | br: Intrigas de Estado pt: Ligações Perigosas                          |  |
| 2009 | The Invention of Lying           | Doctor                     | pt: A Invenção da Mentira                                              |  |
| 2009 | Up in the Air                    | Craig Gregory              | br: Amor sem Escalas pt: Nas Nuvens                                    |  |
| 2009 | Extract                          | Joel                       | br: Maré de Azar                                                       |  |
| 2009 | Couples Retreat                  | Jason                      | br: Encontro de Casais pt: Terapia Para Casais                         |  |
| 2010 | The Switch                       | Wally                      | br: Coincidências do Amor pt: A Troca                                  |  |
| 2011 | Paul                             | Agente Lorenzo Zoil        | br: Paul: O Alien Fugitivo pt: Paul                                    |  |
| 2011 | The Change-Up                    | Dave Lockwood              | br: Eu Queria Ter A Sua Vida pt: Cuidado Com o Que Desejas             |  |
| 2011 | Horrible Bosses                  | Nick Hendricks             | br: Quero Matar meu Chefe pt: Chefes Intragáveis                       |  |
| 2012 | Hit and Run                      | Keith Yert                 | br: Relação Explosiva pt: Sempre a Abrir                               |  |
| 2012 | Disconnect                       | Rich Boyd                  | br: Os Desconectados pt: Desligados                                    |  |
| 2013 | Identity Thief                   | Sandy Bigelow Patterson    | br: Uma Ladra Sem Limite pt: Vigarista à Vista                         |  |
| 2013 | Bad Words                        | Guy Trilby                 | br/pt: Palavrões                                                       |  |
| 2014 | The Longest Week                 | Conrad Valmont             | br: Uma Semana a Três                                                  |  |
| 2014 | This is Where I Leave You        | Judd Altman                | br/pt: Sete Dias sem Fim                                               |  |
| 2014 | Horrible Bosses 2                | Nick Hendricks             | br: Quero Matar meu Chefe 2 pt: Chefes Intragáveis 2                   |  |
| 2015 | The Gift                         | Simon                      | br: O Presente pt: Um Presente do Passado                              |  |
| 2016 | The Family Fang                  | Baxter Fang                | pt: Cenas de Família                                                   |  |
| 2016 | Zootopia                         | Nick Wilde                 | br: Zootopia pt: Zootrópolis voz                                       |  |
| 2016 | Central Intelligence             | Trevor                     | br: Um Espião a Meio pt: Central de Inteligência                       |  |
| 2016 | Office Christmas Party           | Josh                       | br: A Última Ressaca do Ano pt: Festa de Natal da Empresa              |  |
| 2018 | Game Night                       | Max Davis                  | br: A Noite do Jogo pt: Noite de Jogo                                  |  |
| 2021 | Thunder Force                    | The Crab                   | br: Esquadrão Trovão                                                   |  |
| 2023 | Air                              | Rob Strasser               | br: Air: A História por Trás do Logo                                   |  |
| 2023 | Fool's Paradise                  | Spfx Tech                  |                                                                        |  |
| 2023 | Once Upon a Studio               | Nick Wilde                 | Voz, curta-metragem                                                    |  |
| 2024 | Carry-On                         | Viajante misterioso        | br:Bagagem de Risco                                                    |  |
| 2025 | Zootopia 2                       | Nick Wilde                 | voz                                                                    |  |

### Televisão
| Ano                 | Título                              | Papel                | Obs.                   |
| ------------------- | ----------------------------------- | -------------------- | ---------------------- |
| 1981–1982           | Little House on the Prairie         | James Cooper Ingalls | 21 episódios           |
| 1982–1984           | Silver Spoons                       | Derek                | 23 episódios           |
| 1983                | Just a Little More Love             | Dory, Jr.            | Filme para a televisão |
| 1984                | The Fantastic World of D.C. Collins | Addison Cromwell     | Filme para a televisão |
| 1984                | Knight Rider                        | Doug Wainwright      | Único episódio         |
| 1984–1985           | It's Your Move                      | Matthew Burton       | 18 episódios           |
| 1985                | Robert Kennedy & His Times          | Joe Kennedy III      | Minissérie             |
| 1985                | Right to Kill?                      |                      | Filme para a televisão |
| 1986                | Mr. Belvedere                       | Sean                 | Único episódio         |
| 1986                | Can You Feel Me Dancing?            | Larry Nichols        | Filme para a televisão |
| 1986                | St. Elsewhere                       | Tim Moynihan         | Único episódio         |
| 1986                | The Thanksgiving Promise            | Steve Tilby          | Filme para a televisão |
| 1986–1991           | The Hogan Family                    | David Hogan          | 110 episódios          |
| 1987                | Bates Motel                         | Tony Scotti          | Filme para a televisão |
| 1988                | Moving Target                       | Toby Kellogg         | Filme para a televisão |
| 1988                | Crossing the Mob                    | Philly               | Filme para a televisão |
| 1992                | A Taste for Killing                 | Blaine Stockard III  | Filme para a televisão |
| 1994                | Black Sheep                         | Jonathan Kelley      | Filme para a televisão |
| 1994                | Confessions: Two Faces of Evil      | Bill Motorshed       | Filme para a televisão |
| 1994                | This Can't Be Love                  | Grant                | Filme para a televisão |
| 1995                | Hart to Hart: Secrets of the Hart   | Stuart Morris        | Filme para a televisão |
| 1995                | Burke's Law                         | Jason Ripley         | Único episódio         |
| 1995                | Simon                               | Carl                 | 21 episódios           |
| 1996                | Ned & Stacey                        | Bobby Van Lowe       | Único episódio         |
| 1997                | Chicago Sons                        | Harry Kulchak        | Protagonista           |
| 1997                | George & Leo                        | Ted Stoody           | 3 episódios            |
| 2000                | Rude Awakening                      | Ryan                 | Único episódio         |
| 2001                | Some of My Best Friends             | Warren Fairbanks     | 8 episódios            |
| 2003                | The Twilight Zone                   | Scott Crane          | Único episódio         |
| 2003–2006 2013-2019 | Arrested Development                | Michael Bluth        | 76 episódios           |
| 2005                | King of the Hill                    | Dr. Leslie           | Único episódio         |
| 2005                | Justice League Unlimited            | Hermes               | Único episódio         |
| 2005                | The Fairly OddParents               | Tommy                | Único episódio         |
| 2006                | Scrubs                              | Mr. Sutton           | Único episódio         |
| 2006                | The Jake Effect                     | Jake Galvin          | 7 episódios            |
| 2009                | Sit Down, Shut Up                   | Larry Littlejunk     | 13 episódios           |
| 2014                | Growing Up Fisher                   | Narrador             | 12 episódios           |
| 2017–2022           | Ozark                               | Martin Byrde         | 30 episódios           |
| 2020                | The Outsider                        | Terry Maitland       | 4 episódios            |
| 2025                | Black Rabbit                        | Vince Friedkin       | Minissérie             |

### Realizador
| Ano       | Título               | Obs.                                  |
| --------- | -------------------- | ------------------------------------- |
| 1989      | The Hogan Family     | 3 episódios                           |
| 1997      | Family Matters       | Episódio: "Pound Foolish"             |
| 1999      | Brother's Keeper     | Episódio: "Game Ball"                 |
| 1999      | Two of a Kind        | Episódio: "Mr. Right Under Your Nose" |
| 1999-2000 | For Your Love        | 3 episódios                           |
| 2004      | Arrested Development | Episódio: "Afternoon Delight"         |
| 2008      | Do Not Disturb       | Episódio: "Work Sex"                  |
| 2013      | Bad Words            | Filme                                 |
| 2015      | The Family Fang      | Filme                                 |
| 2017-2022 | Ozark                | 10 episódios                          |
| 2020      | The Outsider         | 2 episódios                           |

## Prêmios e Indicações

#### Emmy Awards
| Ano  | Categoria                                | Indicação            | Notas    |
| ---- | ---------------------------------------- | -------------------- | -------- |
| 2005 | Melhor Ator em Série de Comédia          | Arrested Development | Indicado |
| 2013 | Melhor Ator em Série de Comédia          | Arrested Development | Indicado |
| 2018 | Melhor Ator em Série Dramática           | Ozark                | Indicado |
| 2018 | Melhor Direção em Série Dramática        | Ozark                | Indicado |
| 2019 | Melhor Série Dramática                   | Ozark                | Indicado |
| 2019 | Melhor Ator em Série Dramática           | Ozark                | Indicado |
| 2019 | Melhor Direção em Série Dramática        | Ozark                | Venceu   |
| 2020 | Melhor Série Dramática                   | Ozark                | Indicado |
| 2020 | Melhor Ator em Série Dramática           | Ozark                | Indicado |
| 2020 | Melhor Ator Convidado em Série Dramática | The Outsider (2020)  | Indicado |

#### Globo de Ouro
| Ano  | Categoria                                  | Indicação            | Notas    |
| ---- | ------------------------------------------ | -------------------- | -------- |
| 2004 | Melhor Ator em Série de Comédia ou Musical | Arrested Development | Venceu   |
| 2014 | Melhor Ator em Série de Comédia ou Musical | Arrested Development | Indicado |
| 2018 | Melhor Ator em Série Dramática             | Ozark                | Indicado |
| 2019 | Melhor Ator em Série Dramática             | Ozark                | Indicado |
| 2021 | Melhor Ator em Série Dramática             | Ozark                | Pendente |